# Сет (город)
Сет (фр. Sète [sɛt], окс. Seta [ˈseta]; до 1927 года название писалось Сетт (Cette)) — коммуна на юге Франции, порт на побережье Лионского залива, в департаменте Эро (регион Окситани,  прежний регион был Лангедок — Руссильон). 
Является центром и единственной коммуной кантона Сет. Округ коммуны — Монпелье. Код INSEE коммуны — 34301. Коммуна по числу жителей 3-я в департаменте и 2-я в округе. Порт Сета занимает 11-е место по размеру среди портов Франции. Грузооборот порта свыше 3,6 млн тонн в год (2005 год).

## История
В эпоху франков здесь было поселение Сетт (Sette). В 1666 году строитель Южного канала, инженер Роке, заложил современный город на низменной косе.
На начало XX столетия приморский город Сетт, на косе между Средиземным морем и судоходным береговым озером То, входил во французский департамент Эро (Hérault), и находился на берегу Средиземного моря, имел гавань, военный порт 3-го ранга и военную верфь. На 1909 год в нём проживало около 33 000 жителей, и он в то время был, после Марселя, самым значительным торговым портом южной Франции. В городе было развито производство ликёров, имелся чугунолитейный завод, и часть населения занималась рыболовством. На 1909 год ввоз составлял 186 000 000 франков, а вывоз 23 500 000 франков. В городе культивировались морские и грязевые купанья.

## География

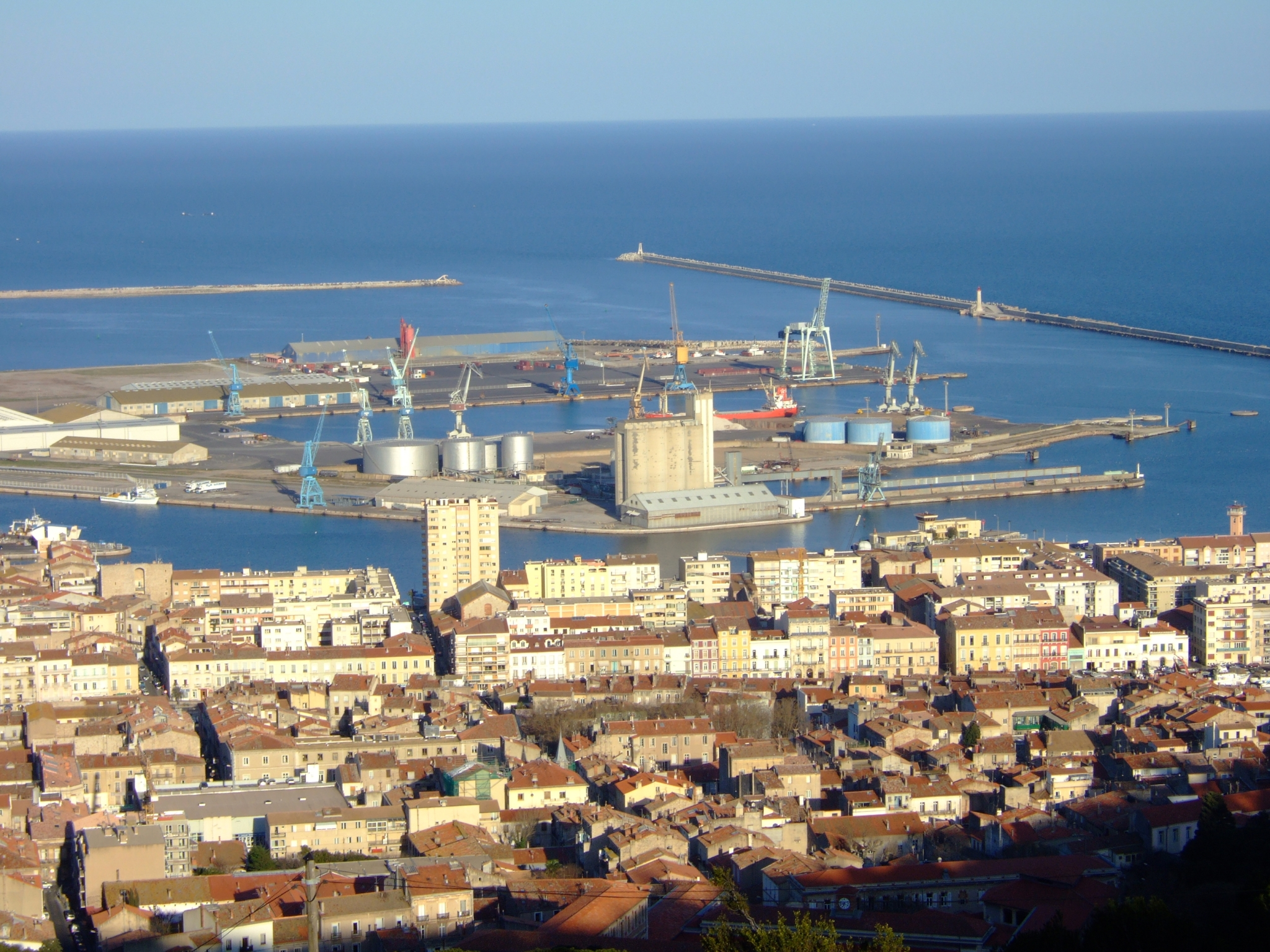
Порт Сета

Город построен на и вокруг холма Сэн-Клер. Порт на побережье Средиземного моря включает в себя юго-восточную часть озера То и обширную линию пляжа. В городе много каналов, соединяющих море с озером. Населённый пункт находится на высоте от 0 до 176 метров над уровнем моря. Город граничит с коммунами Баларюк-ле-Бен, Фронтиньян и расположен в 26,7 км от Монпелье, 615 км от Парижа.

## Климат
В городе климат умеренно жаркий.
| Показатель              | Янв. | Фев. | Март | Апр. | Май  | Июнь | Июль | Авг. | Сен. | Окт. | Нояб. | Дек. | Год  |
| ----------------------- | ---- | ---- | ---- | ---- | ---- | ---- | ---- | ---- | ---- | ---- | ----- | ---- | ---- |
| Средняя температура, °C | 6,2  | 7,1  | 10,1 | 12,6 | 16,0 | 19,8 | 22,4 | 22,0 | 19,5 | 14,9 | 10,4  | 7,1  | 14,0 |
| Норма осадков, мм       | 68   | 55   | 72   | 51   | 50   | 42   | 23   | 43   | 70   | 98   | 63    | 70   | 705  |
| Источник: Climate Data  |      |      |      |      |      |      |      |      |      |      |       |      |      |

## Население
В городе в 2011 году проживало 43 408 человек, из них 14,0 % младше 14 лет, 16,1 % — от 15 до 29 лет, 16,1 % — от 30 до 44, 20,0 % — от 45 до 59 лет, 33,8 % старше 60. В коммуне 11 765 семей (19,6 % неполных семей).
Динамика населения согласно INSEE:
| Население города в XIX—XXI веках |
| -------------------------------- |
|                                  |

## Выборы
С 2014 года мэр коммуны — Франсуа Комане (партия СНД), мандат действует на протяжении 2014—2020 гг.
В первом туре городских выборов, 3 марта 2014 года, баллотировались 8 кандидатов. Явка на выборы составила 71,37 %. Во второй тур 30 марта прошли 3 кандидата: Франсуа Комане (СНД), Франсуа Либерти (другие левые) и Мари-Кристин Обер (НФ). С поддержкой 47,00 % (от проголосовавших) был избран Франсуа Комане.
В ходе 1-го тура президентских выборов во Франции 2012 года за Николя Саркози проголосовало 27,60 % населения, за Франсуа Олланда 23,06 %, за Марин Ле Пен 24,04 %. Во втором туре 51,16 % проголосовало за Николя Саркози.

## Отражение в культуре

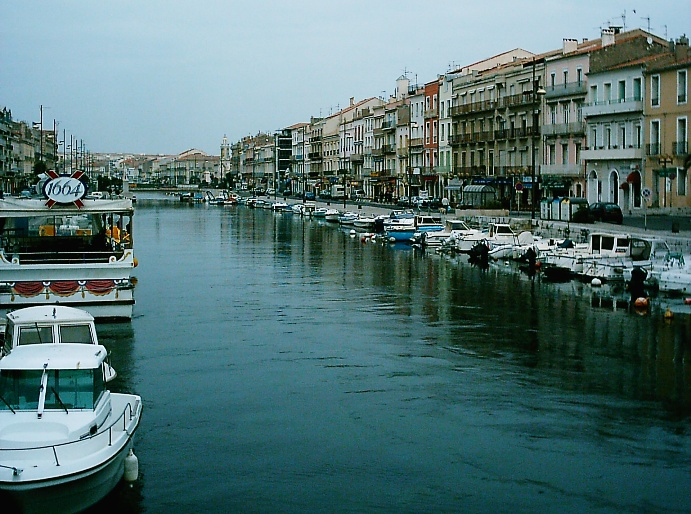
Королевский канал

Сет — основное место действия французского детективного сериала «Кандис Ренуар» и фильма «Мектуб, моя любовь».
В Сете родился поэт и философ Поль Валери, автор хрестоматийного стихотворения «Морское кладбище», которое также находится в Сете, на котором и похоронен Валери.
В Сете родился и Жорж Брассенс, упоминающий этот город в своей песне — «Завещании с просьбой быть похороненным на пляже в Сете». На набережной Сета установлен памятник Жоржу Брассенсу со строчками из этой песни. Также в Сете есть большой современный музей Брассенса, и недалеко от него кладбище Ле Пи, на котором похоронен Брассенс вместе со своими родственниками.

## Города-побратимы
- Хартлпул, Великобритания[11]
- Нойбург-ан-дер-Донау, Германия, с 1986 года.
- Эль-Джадида, Марокко, c 1992 года.
- Четара, Италия, с 2003 года.